# Made in GDR
Made in GDR ist ein deutscher Dokumentarfilm von Olaf Kaiser, der ein Generationenporträt zeichnet, das zur Zeit der DDR beginnt und im heutigen Deutschland endet.

## Inhalt
Von 1974 bis 1978 lief im Fernseh-Programm der DDR die sehr konventionsfreie Sendung „Jugendfilmklub“. Sie diente als Plattform für Jugendliche, um über Filme zu diskutieren. Immer wieder tauchte dabei die Frage auf: Werden wir es besser machen als die Generationen vor uns?
Knapp 30 Jahre später versucht Olaf Kaiser eine Antwort auf diese Frage zu finden. Er sucht die Menschen auf, die damals mit ihm zum „harten Kern“ der Diskussionsgruppe gehörten, und fragt sie, was aus ihren Träumen geworden ist.
Zu Zeiten des "Jugendfilmklubs" waren Christine und Dieter ein Paar. Nach der Geburt ihrer Tochter gingen sie getrennte Wege: Während Christine ihr Geld als Veterinärmedizinerin verdient, sind Dieter und seine Familie zu treuen Kirchgängern geworden. Erst durch Olaf Kaiser erfährt Dieter, dass er inzwischen Großvater ist.
Stefan hat Philosophie studiert, seine Liebe zu Büchern entdeckt und ist 1985 nach Westdeutschland geflüchtet. Dirks Karriere als Schauspieler wurde durch eine AIDS-Erkrankung abrupt beendet. Marian durchquert seinerseits per Fahrrad die amerikanischen Kontinente.